# Jock Mahoney
Jock Mahoney (* 7. Februar 1919 in Chicago, Illinois als Jacques Joseph O’Mahoney; † 14. Dezember 1989 in Bremerton, Washington) war ein US-amerikanischer Schauspieler und Stuntman. In Vor- und Abspännen wurde er zum Teil auch als Jack Mahoney oder Jock O’Mahoney geführt.

## Leben
Mahoney hatte französische und irische Vorfahren. Er studierte an der University of Iowa, brach allerdings ab und trat während des Zweiten Weltkriegs in die United States Marine Corps ein. Später zog er nach Los Angeles, dort wurde er ab 1946 als Stuntdouble für unter anderem Gregory Peck, Errol Flynn und John Wayne aktiv. Dabei arbeitete der Stuntman Mahoney oft an Western oder Abenteuerfilmen, in denen er zusätzlich kleine, im Abspann unerwähnte Komparsenauftritte übernahm.
Gegen Ende der 1940er-Jahre erhielt Mahoney erste substanzielle Nebenrollen als Schauspieler. Von 1951 bis 1953 verkörperte er die Hauptrolle in der Westernserie The Range Rider, von der 78 Folgen entstanden. Seine Tätigkeit als Stuntman stellte Mahoney um 1952 ein, nachdem er als Schauspieler zu Popularität gelangt war. In der Folgezeit kam er zu Hauptrollen in B-Filmen wie Der Flug zur Hölle (1957), der ihn als Leiter einer gefährlichen Antarktis-Expedition zeigt. In aufwendigeren Filmproduktionen wie Douglas Sirks Melodramen Der Engel mit den blutigen Flügeln (1957) und Zeit zu leben und Zeit zu sterben blieb es für Mahoney hingegen eher bei Nebenrollen.
In den Jahren 1958 und 1959 spielte er in 34 Folgen der von CBS gedrehten Westernserie Yancy Derringer die gleichnamige Hauptrolle, an der Seite spielten X Brands und Frances Bergen. Nachdem er 1960 in Tarzan, der Gewaltige den Bösewicht Coy Banton darstellte, wurde er zwei Jahre später durch die beiden Kinofilme Tarzan erobert Indien (1962) und Tarzans Todesduell (1963) der dreizehnte Tarzan-Darstelle der Filmgeschichte. Im Verlaufe der 1960er-Jahre erlahmte seine Filmkarriere und er war später vor allem in Nebenrollen zu sehen. Er war bis 1984 als Gaststar in diversen Fernsehserien zu sehen, darunter auch in vier Folgen der Serie Tarzan mit Ron Ely sowie gegen Ende seiner Karriere in vier Folgen von Ein Colt für alle Fälle.
Mahoney war dreimal verheiratet, er hatte drei leibliche Kinder sowie fünf Stiefkinder. Von 1952 bis 1968 war er in zweiter Ehe mit der Schauspielerin Margaret Field verheiratet, wodurch er der Stiefvater von deren Tochter, der Schauspielerin Sally Field, wurde. In ihrer 2018 veröffentlichten Biografie In Pieces erklärte Sally Field, sie sei bis zu ihrem 14. Lebensjahr häufiger von Jock Mahoney sexuell missbraucht worden.

## Filmografie (Auswahl)
- 1946: Son of the Guardsman
- 1947: Die falsche Sklavin (Slave Girl) (Stunt-Double)
- 1948: Startbahn ins Glück (You Gotta Stay Happy) (Stunt-Double)
- 1948: Blutfehde (The Swordsman)
- 1948: Der Herr der Silberminen (Silver River)
- 1948: Im Banne der roten Hexe (Wake of the Red Witch) (als Stuntkoordinator)
- 1948: Abrechnung in Coroner Creek (Coroner Creek) (als Stunt-Double)
- 1949: Banditen am Scheideweg (The Doolins of Oklahoma)
- 1949: Treibsand (The Walking Hills)
- 1950: Der Nevada-Mann (The Nevadan)
- 1950: Die Todesschlucht von Arizona (The Cariboo Trail) (als Stuntdouble)
- 1951: Der nächtliche Reiter (The Lady and the Bandit)
- 1951: Grenzpolizei in Texas (The Texas Rangers)
- 1951: Unsichtbare Gegner (Santa Fe)
- 1951–1953: The Range Rider (Fernsehserie, 78 Folgen)
- 1956: Klar Schiff zum Gefecht (Away All Boats)
- 1956: Schüsse peitschen durch die Nacht (Showdown at Abilene)
- 1956: Stunden des Terrors (A Day of Fury)
- 1957: Der Flug zur Hölle (The Land Unknown)
- 1957: Der Engel mit den blutigen Flügeln (Battle Hymn)
- 1958: Zeit zu leben und Zeit zu sterben (A Time to Love and a Time to Die)
- 1958–1959: Yancy Derringer (Fernsehserie, 34 Folgen)
- 1960: Tarzan, der Gewaltige (Tarzan the Magnificent)
- 1962: Tarzan erobert Indien (Tarzan Goes to India)
- 1963: Tarzans Todesduell (Tarzan's Three Challenges)
- 1963: Marinedivision Feuerdrache (Toraoji annun haebyong)
- 1964: Der Hölle ausgeliefert (Intramuros)
- 1966: Einmal noch - bevor ich sterbe (Once Before I Die)
- 1966–1967: Tarzan (Fernsehserie, 4 Folgen)
- 1967: Die teuflischen Engel (The Glory Stompers)
- 1968: Bandolero!
- 1968: Ein toller Käfer (The Love Bug)
- 1971: Hawaii Fünf-Null (Hawaii Five-O) (Doppelfolge The Grandstand Play)
- 1973: Kung Fu (Fernsehserie, Folge The Hoots)
- 1974: Die Straßen von San Francisco (The Streets of San Francisco) (Fernsehserie, 2 Folgen)
- 1978: Nobody Is Perfect (The End)
- 1979–1981: B.J. und der Bär (B. J. and the Bear) (Fernsehserie, 5 Folgen)
- 1982–1984: Ein Colt für alle Fälle (The Fall Guy) (Fernsehserie, 4 Folgen)
- 1984: Der Ninja-Meister (The Master) (Fernsehserie, Folge A Place to Call Home)
- 1985: The All American Cowboy (Fernsehfilm)